# Cane Pshdar

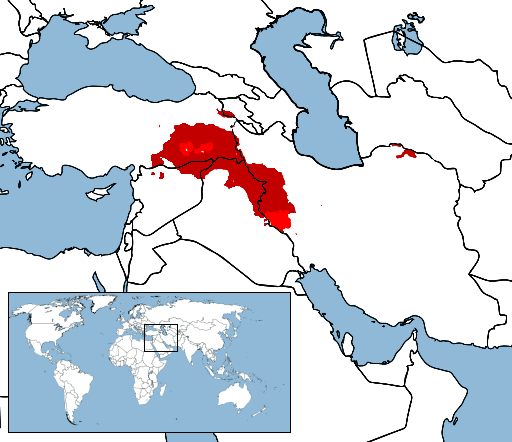
Mappa del Kurdistan geografico

Mappa delle regioni caucasiche

Il cane Pshdar (in curdo: سەگی پشدەری traslitterato: Sorani Kurdish) o mastino curdo è un antico cane da guardia nativo del Kurdistan. Questo cane è spesso usato come guardiano del bestiame contro i predatori.

## Storia
Il cane Pshdar è stato registrato nella storia per oltre 6000 anni. Questa è una razza antica che è stata a lungo usata come guardiano e protettore.
Sono stati originariamente allevati dagli assiri e dai babilonesi per la protezione contro animali selvatici come leoni e tigri, ma sono diventati comuni guardiani del bestiame.
La razza si trova in Iran nelle città di Bukan, Mahabad, Saqez, Sanandaj, Piranshahr bella maggior parte delle città dell'Azerbaijan occidentale e in parti del Kurdistan iracheno. Il nome è molto probabilmente derivato dalla regione di Pshdar del Kurdistan iracheno. Questa razza è stata una razza autoctona che si è formata per selezione naturale con poca di interferenza umana.

## Caratteristiche
I mantelli dei mastini curdi possono essere gialli, bianchi, rossi, bordeaux, blu e neri. La razza ha pelle flaccida, grandi giogaie e orecchie non cartilaginee (morbide e flosce). La razza è più lunga e più forte degli altri mastini asiatici. La sua lunghezza del corpo è particolarmente accattivante, poiché ha un corpo lungo e snello che ricorda il leone. Questa razza è molto più resistente rispetto ad altre razze di cani. Ha anche un'elevata forza corporea ed ho un corpo più lungo di altre razze di cani giganti.
I maschi pesano tra i 50 e i 92 chilogrammi (anche più 100 kg in rari casi), le femmine dai 45 agli 80 chilogrammi. L'altezza di questi cani al garrese è compresa tra 75 e 90 centimetri nei maschi e tra 70 e 85 nelle femmine.